# Collegio di Didcot and Wantage
Didcot and Wantage è un collegio elettorale situato nell'Oxfordshire, nel Sud Est dell'Inghilterra, e rappresentato alla Camera dei Comuni del Parlamento del Regno Unito. Elegge un membro del Parlamento con il sistema first-past-the-post, ossia maggioritario a turno unico; l'attuale parlamentare è Olly Glover dei Liberal Democratici, che rappresenta il collegio dal 2024.

## Estensione
Il collegio è costituito dai seguenti ward dell'Oxfordshire, del borgo di Wealden:
- nel distretto di South Oxfordshire: Cholsey, Didcot North East, Didcot South, Didcot West, Sandford and the Wittenhams w Wallingford;
- nel distretto di Vale of White Horse: Blewbury and Harwell, Drayton, Grove North, Hendreds, Ridgeway, Stanford, Steventon and the Hanneys, Sutton Courtenay, Wantage and Grove Brook e Wantage Charlton.[1]

## Membri del parlamento
| Elezione | Elezione | Deputato    | Partito             |
| -------- | -------- | ----------- | ------------------- |
|          | 2024     | Olly Glover | Liberal Democratici |

## Risultati elettorali

### Elezioni negli anni 2020
| Partito                    | Partito                                    | Candidato                  | Risultati 4 luglio 2024 | Risultati 4 luglio 2024 |
| Partito                    | Partito                                    | Candidato                  | Voti                    | %                       |
| -------------------------- | ------------------------------------------ | -------------------------- | ----------------------- | ----------------------- |
|                            | Lib Dem                                    | Olly Glover                | 21 793                  | 39,82                   |
|                            | Conservatore                               | David Johnston             | 15 560                  | 28,43                   |
|                            | Laburista                                  | Mocky Khan                 | 8 045                   | 14,70                   |
|                            | Reform UK                                  | Steve Beatty               | 6 400                   | 11,69                   |
|                            | Verde                                      | Sam Casey-Rerhaye          | 2 693                   | 4,92                    |
|                            | Social Democratico                         | Kyn Pomlett                | 242                     | 0,44                    |
|                            |                                            |                            |                         |                         |
| Iscritti                   | Iscritti                                   | Iscritti                   | 80 689                  | 100,00                  |
| ↳ Votanti (% su iscritti)  | ↳ Votanti (% su iscritti)                  | ↳ Votanti (% su iscritti)  | 54 733                  | 67,83                   |
| ↳ Astenuti (% su iscritti) | ↳ Astenuti (% su iscritti)                 | ↳ Astenuti (% su iscritti) | 25 956                  | 32,17                   |
|                            |                                            |                            |                         |                         |
|                            | Esito: collegio a Lib Dem (nuovo collegio) |                            |                         |                         |